# Carlangas

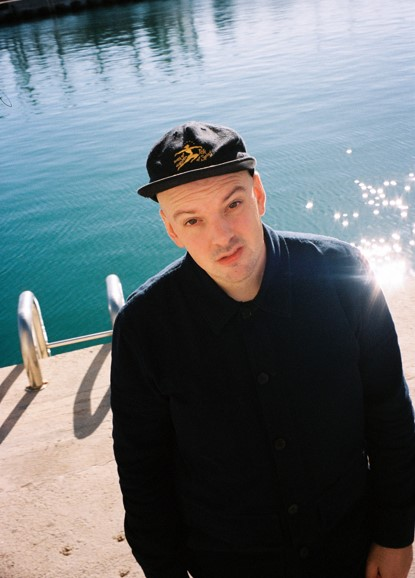
El músico, locutor y productor Carlangas

Carlos Pereiro (nacido en Monterroso, Lugo, 1987), conocido artísticamente como Carlangas, es un músico, locutor y productor español. Es más conocido por haber sido el vocalista y guitarrista de la banda Novedades Carminha, y por su posterior carrera en solitario.

## Biografía

### Primeros años
Carlos Pereiro creció en Santiago de Compostela, en el barrio de San Lázaro. En 2005, se trasladó a Madrid para estudiar periodismo en la Universidad Complutense de Madrid. Desde entonces, ha residido en la capital española, actualmente viviendo en el barrio de Carabanchel.

### Carrera musical
En 2007, mientras cursaba sus estudios universitarios, fundó la banda Novedades Carminha junto a Jarri y Xavi G. Pereiro. La banda lanzó cinco álbumes de estudio hasta que en 2022 anunciaron un parón indefinido.
En 2023, Carlangas inició su carrera en solitario con la publicación de su primer álbum, titulado Carlangas, que cuenta con colaboraciones de artistas como Manu Chao, Grande Amore y Mundo Prestigio, quienes también le acompañan en sus conciertos en directo. En 2024, lanzó varios sencillos de su segundo álbum, Bailódromo vol. 1, entre ellos una colaboración con la cantante madrileña Russian Red.

### Carrera en radio y podcasts
Carlangas ha sido colaborador habitual en diversos programas de radio en España desde 2017. Ha trabajado en programas como Hoy empieza todo de Radio 3, Hoy por Hoy de la Cadena SER junto a María Galiana, y actualmente colabora en Mañana más de RNE con Ángel Carmona.
En 2020, dirigió junto a Natalia Ferviú el programa El Club en Radio 3. En 2023, lanzó el podcast Verbena en Onda Cero, un documental en formato audio sobre el fenómeno cultural de las orquestas en Galicia. Además, dirige el podcast Los cantantes favoritos de tus cantantes favoritos, en el que invita a músicos a hablar sobre los discos que han influido en sus carreras.

## Estilo musical e influencias
La música de Carlangas ha sido descrita como una mezcla de géneros que van desde el punk rock, el garage rock y el pop, la música disco o la música latina. Con Novedades Carminha, la banda inicialmente se centró en el punk, pero con el paso del tiempo su sonido fue evolucionando hacia géneros más populares, incluyendo el pop y la música de baile. Su trabajo en solitario, especialmente en su primer álbum homónimo *Carlangas*, incorpora una fuerte influencia de ritmos latinos, rock, hip hop y sonidos electrónicos, colaborando con artistas como Manu Chao.
Algunas de sus principales influencias musicales incluyen a bandas y artistas como The Clash, Manu Chao, Kiko Veneno, Los Saicos y el sonido de Nueva York de finales de los 70 que va desde la no wave, el punk a la salsa, el funk o el hip hop.

## Discografía

### Con Novedades Carminha
- 2008: Grandes éxitos (Autoedición)
- 2009: Te vas con cualquiera (Bowery Records)
- 2010: Sinceramente Carminha (EP, Bowery Records)
- 2011: Jódete y baila (Lixo Urbano)
- 2014: Juventud infinita (Ernie Records)
- 2016: Campeones del mundo (Ernie Records)
- 2019: Ultraligero (Ernie Records)

### Como Carlangas
- 2023: Carlangas  (Ernie Records)
- 2024: Bailódromo vol. 1 (Virgin Music)

### Producción discográfica
- La Trinidad – Sheriff Playa
- II – Grande Amore
- Vicente Amor / Oh Boi – Shego
- The Art of Self Presure – Sen Senra

### Colaboraciones
- "Contigo, contigo, contigo" – Bronquio
- "Fisterra" – Baiuca y El Buho
- "Ya no te veo" – Dellafuente y Novedades Carminha
- "Mírala qué linda está" – Sen Senra
- "Cae la noche" – Manu Chao
- "O día que volvín nacer" – Grande Amore y Mundo Prestigio
- "Ruada" – Mundo Prestigio
- "Vivir sin novia ni reloj" – Ilegales
- "Fascinados" – Sidonie, Joan Manuel Serrat, Leiva, Albert Pla, Vetusta Morla
- "MonteViso" – Baiuca[19]

### Bandas sonoras
- Qué mal vai ter – Adaptación teatral de Fariña con Novedades Carminha[20]
- El increíble finde menguante con Novedades Carminha[21]

## Premios y reconocimientos
En 2020, Carlangas y Novedades Carminha fueron reconocidos en los Premios MIN con tres galardones por su álbum *Ultraligero*, incluyendo:
- Mejor Artista
- Mejor Álbum Pop
- Mejor Directo

Además, ha sido nominado en otras 12 ocasiones por su impacto en la escena independiente española. Su colaboración con otros artistas de la talla de Manu Chao, Dellafuente,  Sen Senra le ha valido el reconocimiento tanto en España como en Latinoamérica.

## Cronología de Álbumes
| Año  | Álbum                 | Banda/Proyecto       |
| ---- | --------------------- | -------------------- |
| 2008 | Grandes éxitos        | Novedades Carminha   |
| 2009 | Te vas con cualquiera | Novedades Carminha   |
| 2019 | Ultraligero           | Novedades Carminha   |
| 2023 | Carlangas             | Carlangas (Proyecto) |
| 2024 | Bailódromo vol. 1     | Carlangas (Proyecto) |

## Proyectos futuros
En 2024, Carlangas continuará lanzando sencillos de su álbum Bailódromo vol. 1, en los que destaca la colaboración con Russian Red. También se espera que inicie una gira nacional e internacional para promocionar este trabajo.

## Programas de radio y podcast

### Radio
- Colaborador de Hoy empieza todo en Radio 3 con Ángel Carmona.
- Colaborador de Hoy por hoy en Cadena SER junto a Pablo G. Batista, Toni Garrido y María Galiana.
- Director y presentador de El Club con Carlangas y Natalia Ferviú en Radio 3.
- Colaborador de Mañana más en RNE con Ángel Carmona.

### Podcasts
- Verbena en Onda Cero Podcast.
- Los cantantes favoritos de tus cantantes favoritos.